# Єрмак Анатолій Васильович
Анатолій Васильович Єрмак (5 серпня 1955, Кінські Роздори  — 11 лютого 2003) — український політик та громадський діяч. Народний депутат України 2—3 скликань (1994—2002).

## Біографія
Народився 5 серпня 1955 року в селі Кінські Роздори Пологівського району Запорізької області в родині службовців.

### Освіта
У 1977 році закінчив Жданівський металургійний інститут (нині — Приазовський державний технічний університет) за спеціальністю «Інженер-механік».

### Кар'єра
У 1977—1978 роках працював на посадах інженера-технолога, майстра на Малинському дослідно-експериментальному заводі (місто Малин Житомирської області).
У 1979 році почав працювати в органах КДБ УРСР.
З 1979 по 1994 рік пройшов шлях від оперуповноваженого УКДБ УРСР в Житомирській області до заступника начальника відділу боротьби з корупцією і організованою злочинністю Головного управління військової контррозвідки Служби безпеки України.
У 1986 році брав участь у ліквідації наслідків Чорнобильської катастрофи.

### Сім'я
Дружина — Єрмак Наталія Миколаївна. Діти — Єрмак Олександр Анатолійович та Єрмак Віталій Анатолійович.

## Політична кар'єра
Політичну кар'єру підполковник Єрмак почав з 1994 року, коли був обраний депутатом Верховної Ради України. У 1998 році вдруге був обраний до Верховної Ради України.
Під час свого депутатства він у різний час був членом Радних комітетів з питань боротьби з організованою злочинністю і корупцією, а також з питань законодавчого забезпечення правоохоронної діяльності. Входив до складу депутатського об'єднання «Антимафія», в якому, разом з депутатом України Григорієм Омельченком, став автором низки заяв про корупцію в середовищі високопосадових українських чиновників, безпосередньо розробляв законопроєкти про боротьбу з корупцією, про посилення відповідальності за посадові злочини тощо. Був одним із ініціаторів заснування книжкової серії «Правди і суду» за матеріалами депутатського об'єднання «Антимафія»: «Правди і суду!». Полковник Г. Омельченко і його команда про: Л. Кравчука, Л. Кучму, П. Лазаренка, Д. Табачника, Г. Ворсінова, А. Хорішка, Ю. Карасика та інших (1998), «Корозія влади». Полковник Г. Омельченко і його команда про: Л. Кравчука, Л. Кучму, П. Лазаренка, В. Пустовойтенка, Ю. Звягільського, О. Волкова та інших (За матеріалами депутатського об'єднання «Антимафія» та ЗМІ) (1999), «Володимир Следнєв: Кучма, мафія і я» (2002), "Спецоперація «Нульовий варіант». Полковник Г. Омельченко і його команда: хто і як обеззброїв третю у світі ракетно-ядерну державу Україна (у співавторстві з П. Творуном) (2003), «Синдикат». Команда полковника Г. Омельченка про те: хто нам Кучму привів, куди він нас завів, ким він від нас іде… (За матеріалами депутатського об'єднання «Антимафія» та ЗМІ) (2004), «Треті за могутністю, перші за наївністю. Хто і як нас обеззброїв» (За матеріалами депутатського об'єднання «Антимафія» на чолі з Г. Омельченком та А. Єрмаком та публікаціями ЗМІ) (у співавторстві з П. Творуном) (2014) (автор — Анатолій Бень). Виступив одним з ініціаторів розгляду Верховною Радою України питання про усунення Президента України Кучми Л. Д. з посади в порядку імпічменту та притягнення його до кримінальної відповідальності.
Анатолій Єрмак був членом депутатської групи «Реформи», членом Центральної Ради Української республіканської партії «Собор», почесним президентом Всеукраїнської федерації «Спас», віце-президентом Федерації шахів України. Був одним з ініціаторів створення Спілки офіцерів України.
У 1998 році стає ініціатором створення та першим Головою Всеукраїнської громадської організації Товариство Нестора Махна «Гуляй-Поле», яке об'єднало визначних діячів науки, освіти, культури, мистецтва та політики, а також громадські організації. Зокрема, до складу колективних членів Товариства увійшли Всеукраїнська асоціація «Афганці Чорнобиля» та Всеукраїнська федерація «Спас».
До пріоритетних завдань Товариства належало сприяння розвитку ідеї громадського самоврядування, питання вивчення та збереження національних традицій, народних ремесел, пам'яток української історії та культури, підтримка учасників ліквідації наслідків Чорнобильської катастрофи та їх сімей, надання допомоги та сприяння у захисті прав і законних інтересів учасникам бойових дій.
Анатолій Єрмак був ініціатором створення музею під відкритим небом «Кам'яна Могила», сприяв виділенню скарбничих коштів на його створення.

## «Захистимо Хортицю»
2001 року в місті Запоріжжі була створена міська асоціація «Захистимо Хортицю», президентом якої став А. В. Єрмак.
ЗМА «Захистимо Хортицю» була створена з метою координації зусиль у справах збереження історичного, природного та культурного середовища, недопущення нового і сприяння ліквідації існуючого техногенного і антропогенного навантаження на острів Хортиця і прилеглу до нього територію, сприяння повноцінному функціонуванню Національного заповідника «Хортиця» та геологічного заказника «Дніпровські пороги», здійснення неперервного спостереження за станом острова Хортиця і прилеглої до нього території, проведення незалежних громадських екологічних експертиз, здійснення громадського природоохоронного контролю, проведення незалежних громадських наукових досліджень.
Завдяки наполегливісті громадськості Верховною Радою України ухвалено постанови від 12.09.2002 року № 140-IV, від 27 листопада 2003 року № 1351-IV, доручення Кабінету Міністрів України № 18484/5 від 30 березня 2002 року; міська влада змушена була видати Державний Акт на землекористування Національному заповіднику «Хортиця».
Однією з головних заслуг Анатолія Єрмака є його активна робота в об'єднанні зусиль талановитих людей, патріотів рідної землі в діяльності по збереженню і примноженню народних надбань, встановленню та донесенню історичної правди про мужніх синів і дочок України, вихованню на духовних началах української еліти.

## Боротьба з корупцією
Підполковник Анатолій Єрмак до обрання народним депутатом України був заступником начальника відділу Головного управління військової контррозвідки СБУ. Останні роки був консультантом Комітету ВР з питань боротьби з організованою злочинністю і корупцією. Зокрема, він вів справи, пов'язаними з незаконною торгівлею зброєю, з поставками зброї і військової техніки (в тому числі і до країн, стосовно яких введено санкції ООН), а також справами щодо незаконних операцій з газом і нафтою за участю найвищих посадовців України.
Протягом цілої низки років з його ім'ям були пов'язані майже всі найрезонансніші заяви щодо непорядних діянь видних діячів сучасної України. Анатолій Васильович брав участь у проведенні кількох нашумілих депутатських розслідувань. У тому числі, проти Юхима Звягільського, сина першого Президента Леоніда Кравчука Олександра, Олександра Ткаченка, Павла Лазаренка, Олександра Волкова, Олени Франчук, Віктора Ющенка (що стосується махінацій у банку «Україна»).
В одному з останніх інтерв'ю Анатолій Єрмак розповів, що був задіяний у справу пошуку 300 мільйонів доларів, які були вивезені до Ізраїлю Юхимом Звягільським за допомогою ізраїльських спецслужб.

## Загибель

Могила Анатолія Єрмака

11 лютого 2003 року близько 18 години в Запорізькій області сталося ДТП. Автомобіль, у якому їхав Анатолій Єрмак, зіткнувся із вантажівкою на трасі Запоріжжя — Маріуполь. У результаті загинули Анатолій Єрмак та його брат Микола.
Автокатастрофа сталася в районному центрі Пологи, куди родина Єрмаків приїхала на похорон матері. Повідомляли, що автомобіль Єрмака рухався зі швидкістю 60-70 км/г, а зустрічна вантажівка — 50 км/г. Анатолій Єрмак сотні разів їздив по цій ділянці траси
Прощання з Анатолієм Єрмаком відбулося в київському Будинку вчителя 15 лютого 2003 року. Похований в Києві на Байковому кладовищі (ділянка № 49б, 50°25′2.20″ пн. ш. 30°30′4.15″ сх. д. / 50.4172778° пн. ш. 30.5011528° сх. д.).

## Вшанування пам'яті
Лігою українських меценатів, Міжнародним освітнім фондом ім. Я. Мудрого, Міжнародною благодійною фундацією лікаря Берсенєва за сприяння Національної радіокомпанії України започатковано Всеукраїнський конкурс на найкращий публіцистичний твір «Що таке національна ідея та патріотизм», присвячений пам'яті Анатолія Єрмака (з 2005 р.)